# Jaybo aka Monk
Jaybo aka Monk (* 1963 in Paris; eigentlich Jeremy Baudouin) ist ein französischer Künstler. Er lebt und arbeitet in Berlin.

## Leben

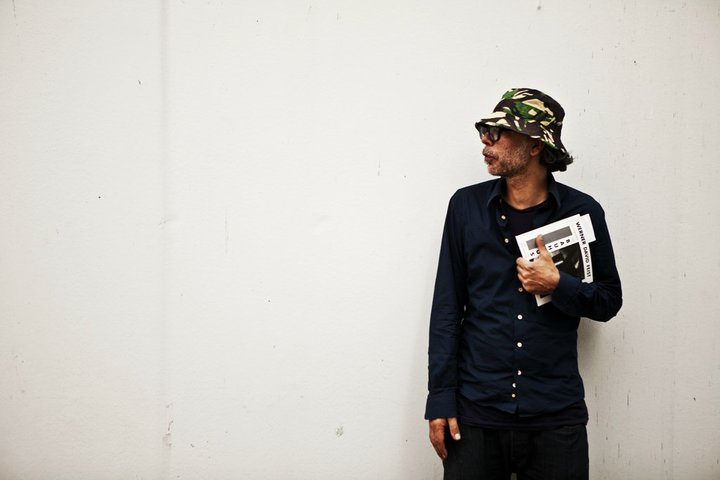
Jaybo aka Monk

Jaybo aka Monk wurde 1963 in Paris geboren. Mit 14 Jahren verließ er sein Zuhause, um für die nächsten Jahre auf den Straßen von Paris und Toulouse zu leben. Dort kam er mit der Streetart-Kultur in Berührung, in der er sich zunehmend selbst engagierte. In den folgenden Jahren war er unter anderem als Straßenschauspieler tätig und rappte als Teil der Hip-Hop-Crew Reality Brothers.
Nachdem er 1986 nach Berlin zog, gründete er Anfang der 90er Jahre das Magazin Style and the Family Tunes mit, das sich mit Themen rund um Musik, Mode und kulturelle Events beschäftigt. Darüber hinaus rief er 1994 das Streetwear-Label Irie Daily ins Leben, bei dem er nun Chefdesigner ist.
2006 erschien seine erste Monographie Lord of Mess. My Head is a Visual Township im Gestalten Verlag. Seine Arbeit ziert zum Beispiel ein Albumcover der Berliner Reggae/Dancehall-Combo Seeed.

## Werk

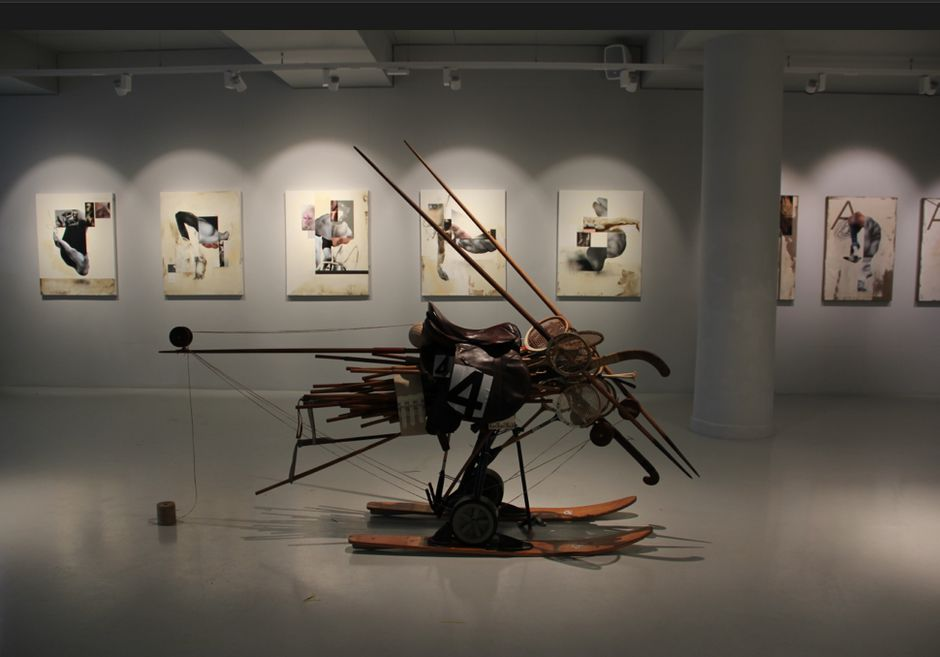
Jaybo, Olympic Antilope, 2012, Skulptur aus verschiedenen antiken Sportgegenständen, 940 × 700 cm

Jaybo bezieht in seine Kunst unterschiedliche Materialien ein. So reichen seine Arbeiten von Malerei auf Leinwand über Zigarettenschachteln oder Coladosen als Bildträger bis hin zu einer Lichtprojektion seiner Arbeit New Wave am Berliner Dom.
In seinen Werken greift er zum Beispiel Walt-Disney-Motive wie die Micky Maus auf oder nimmt „in kecker Adaption der Selbstporträts Francis Bacons“ mit seiner Arbeit Self – Portraits auf „unsere Inszenierungsgelüste […] vor dem Badezimmerspiegel […] oder auf Selbstdarstellungsplattformen wie Facebook“ Bezug.
„I want to be an all around artist because for me, art has nothing to do with techniques or style, art is something I need to breathe and to be free.“
„Ich möchte durch und durch Künstler sein, denn für mich hat Kunst nichts mit Techniken oder einem bestimmten Stil zu tun, sondern sie ist etwas, das ich zum Atmen und Frei-Sein brauche.“
(Reflexion des Künstlers)

## Ausstellungen (Auswahl)

### 2001
- „Who’s Next“ Akademie der Künste (Berlin)
- „Sonar Festival“ Museu d’Art Contemporani de Barcelona

### 2007
- „Berliner Strasse“ Circleculture Gallery, Berlin
- „Design Mai“ Tokyo & Seoul

### 2008
- „As Far As U Can C“ (Einzelausstellung) Circleculture Gallery, Berlin
- „Berliner Strasse“ Berlin
- „ART AGAINST AIDS 2008“ Köln
- „Urban Affairs“ (Street Art Festival) Berlin

### 2009
- „Headscape: Tales From The Drifter“ (Einzelausstellung) Signal Gallery, London
- „Line Steppers“ (group show) Jibbering Art, Birmingham
- „The Pockst Show“ (Einzelausstellung) Nanca Victor Gallery, London

### 2010
- „L’ART URBAIN…du mur à l’atelier…“ (Gruppenshow) Addict Gallery, Paris
- „Moniker“ International Art Fair London
- „Hazardous Brushstrokes“ Circleculture Gallery, Berlin
- „Decadentisme“ AvantGarden Gallery, Italien
- „In The Back Of Real“ (Einzelausstellung) Stolen Space Gallery, London
- „artKarlsruhe - Klassische Moderne und Gegenwartskunst“ Karlsruhe
- „Never A Dull Moment“ (group exhibition) White Walls SF, San Francisco

### 2011
- „New Art - Formerly known as: New Art“ (Gruppenshow) Circleculture Gallery, Berlin
- "Paper Works" Circle Culture Gallery, Berlin
- "The Urban Artist" Circle Culture Gallery, Hamburg
- "Hotspot Berlin" Charity Auction, Georg Kolbe Museum, Berlin

### 2012
- "Running with the Hunted" Circle Culture Gallery, Berlin
- "The For The Against And The Truth" (Gruppenshow) L&K Contemporary, Perth (Australia)
- "Surfaces" (Einzelausstellung) 19 KAREN Contemporary Space, Goldcoast (Australia)
- "Entopics" Tache Gallery, New York City
- "Silent Listen" (Einzelausstellung) Soze Gallery, Los Angeles
- "LA Free Walls"  Lala Gallery, Los Angeles
- "Happy Medium"  Nancy Victor Gallery, London

### 2013
- "Ephemeral" (Gruppenshow) Circle Culture Gallery, Berlin

## Rezension
„Der französische Künstler Jaybo aka Monk ist ein enigmatischer Kreativer, der schon seit Jahren den Finger am Puls seiner Zeit zu haben scheint.“